# Flora Purim
 (mai 2022).
Si vous disposez d'ouvrages ou d'articles de référence ou si vous connaissez des sites web de qualité traitant du thème abordé ici, merci de compléter l'article en donnant les références utiles à sa vérifiabilité et en les liant à la section « Notes et références ».
Flora Purim, née le 6 mars 1942 à Rio de Janeiro, est une chanteuse de jazz brésilienne.
Son père Naum Purim était violoniste et sa mère Rachel Vaisberg était pianiste. Toute petite, Flora découvre le jazz alors que sa mère en joue au piano pendant que son père est hors de la maison. Surnommée la « reine du jazz brésilien », Flora a reçu en 2002 le prix Ordem do Rio Branco pour l'ensemble de son œuvre.
Elle a participé aux deux premiers albums du groupe Return to Forever avec Chick Corea et Stanley Clarke, Return to Forever (1972) et Light as a Feather (1972). Elle a collaboré avec Dizzy Gillespie, Gil Evans, Stan Getz, Mickey Hart du (Grateful Dead), Carlos Santana, Jaco Pastorius ainsi qu'avec son mari Airto Moreira.

## Biographie
Sa mère écoutait des disques qu'elle apportait à la maison, elle les faisait jouer alors que son père était au travail, c'est ainsi que Flora a découvert les chanteuses Dinah Washington, Billie Holiday, le crooner Frank Sinatra, ainsi que les pianistes Bill Evans, Oscar Peterson et Erroll Garner, les préférés de sa mère.
Flora commence sa carrière au Brésil au début des années 1960, alors qu'elle est chanteuse pour l'ensemble Quarteto Novo, dirigé par Hermeto Pascoal et Airto Moreira. Jeune adulte, elle commence à mélanger le jazz aux protest songs pour contester le gouvernement répressif de l'époque. En 1964, un coup d'État mène à la censure de toutes les musiques chantées, et Flora rêve de vivre aux États-Unis.
Juste avant de quitter le Brésil, Flora épouse le percussionniste Airto Moreira et ils arrivent aux États-Unis vers 1967. Ils se retrouvent à New York dans le jazz électrique qui émerge alors. Ils tournent en Europe avec Stan Getz et Gil Evans, puis en 1972, avec Stanley Clarke et Joe Farrell, ils sont membres du groupe de jazz fusion Return To Forever de Chick Corea. Ils travaillent sur les deux premiers albums, Return to Forever et Light as a Feather. En 1973, Flora Purim sort son premier album Butterfly Dreams qui est bien accueilli et reçoit des critiques favorables, elle est même choisie par le magazine jazz Down Beat comme une des 5 meilleures chanteuses jazz. Elle travaille avec Carlos Santana et Mickey Hart lors de festivals et sur deux albums, (Welcome en 1973 et Borboletta en 1974) pendant les années 1970. Elle est arrêtée et incarcérée brièvement durant les années 1970 pour possession de cocaïne.
Elle publie plusieurs albums pour la maison de disques Milestones. Sur son cinquième album Open Your Eyes You Can Fly, elle reprend une chanson qu'elle avait interprété sur le premier disque de Return to Forever, Sometime Ago. Elle et son mari Airto Moreira sont aussi membres de l'ensemble de jazz uruguayen Opa (soit « Bonjour » en français). Elle chante sur Magic Time, deuxième album de ce groupe, et, en retour, Opa joue sur une chanson Corre Niña de son album Nothing Will Be as It Was... Tomorrow. Alors qu'à l'autre bout du globe, son plus grand succès en Asie, particulièrement aux Philippines, s'intitule Angels.
Durant les années 1980, Flora tourne avec le groupe United Nation Orchestra de Dizzy Gillespie, culminant avec la publication de l'album Dizzy Gillespie and the United Nation Orchestra – Live at the Royal Festival Hall, London (June 10, 1989) qui sort en 1990. Puis elle chante sur un album de Mickey Hart du Grateful Dead, Planet Drum en 1990. En 1995, elle sort l'album Speed of Light et fait une tournée mondiale. Elle joue pendant un mois au Ronnie Scott's Jazz Club de Soho à Londres, entourée de musiciens comme Billy Cobham, Freddie Ravel, George Duke, David Zeiher, Walfredo Reyes, Jr., Alphonso Johnson, Changuito, Freddie Santiago, et Giovanni Hidalgo.

### Solo
- 1964: Flora e MPM (RCA Brasil)
- 1973: Butterfly Dreams (Milestone)
- 1974: 500 Miles High (Milestone Records)
- 1974: Stories to Tell (Milestone Records)
- 1976: Open Your Eyes You Can Fly (Milestone Records)
- 1976: Encounter (Milestone Records)
- 1977: Nothing Will Be as It Was... Tomorrow (Warner Brothers)
- 1978: Everyday Everynight (Warner Brothers)
- 1978: That's What She Said (Milestone Records)
- 1979: Carry On (Warner)
- 1980: Love Reborn (Milestone) - Compilation.
- 1988: The Midnight Sun (Virgin)
- 1988: Milestone Memories (BGP Records)
- 1992: Queen of the Night (Sound Wave)
- 1994: The Flight (B&W Music)
- 1995: Speed of Light (B&W Music)
- 2000: Flora Purim sings Milton Nascimento (Narada)
- 2001: Perpetual Emotion (Narada)
- 2003: Speak No Evil (Narada)
- 2005: Flora's Song (Narada)
- 2006: Nothing Will Be As It Was... Tomorrow/Everyday, Everynight (Collectables) - Compilation 2 CD.
- 2022: If You Will (Strut)

Avec Airto Moreira
- 1970: Natural Feelings (Buddah Records)
- 1971: Seeds on the Ground (Buddah Records)
- 1972: Free (CTI)
- 1973: Fingers (CTI)
- 1974: Virgin Land (Salvation)
- 1976: The Essential Airto (Buddha) - Compilation.
- 1977: I'm Fine – How Are You? (Warner)
- 1978: The Best Of Deodato/Airto (CTI Records) - Avec Stanley Clarke, Billy Cobham, Rick Marotta, Keith Jarrett, etc.
- 1982: Brazilian Heatwave (Breakaway)
- 1985: Three Way Mirror (Reference Recordings)
- 1985: Humble People (Concord)
- 1986: The Magicians (Concord Crossover)
- 1988: The Colours of Life (In+Out)
- 1989: The Sun Is Out (Concord)
- 2001: Wings of Imagination (2 CD Concord)
- 2012: Live in Berkeley (Airflow Productions)
- 2021: Live At Jazzfest Bremen 1988 (Moosicus Records)

Avec Return To Forever
- 1972 : Return to Forever
- 1973 : Light as a Feather

Avec Fourth World
- Fourth World Recorded live at Ronnie Scott's (1992)
- Fourth World (1994)
- Fourth World [live] (1995)
- Encounters of the Fourth World (1995)
- Last Journey (1999)

## Collaborations
- Duke Pearson – How Insensitive (1969)
- Duke Pearson – It Could Only Happen with You (1970)
- Santana – Welcome (1973)
- Santana – Borboletta (1974)
- George Duke – Yana Aminah sur Feel (en) (1974)
- Hermeto Pascoal – Slaves Mass (1976)
- OPA – Magic Time (1977)
- George Duke - "Brazilian Love Affair" (1979)
- Rhythm Devils – The Apocalypse Now Sessions (1980)
- Dizzy Gillespie – Live at the Royal Festival Hall (Enja, 1990)
- P.M. Dawn & Airto – Red Hot + Rio – "Non-Fiction Burning" (1996)
- Chick Corea - Selected Recordings (2002) - Sur Sometime ago
- Lawson Rollins – Infinita (2008)
- Lawson Rollins – Espirito (2010)